# Великий Лукавець
Великий Лу́кавець (деколи — Лукавець-Великий) — гірська річка в Україні, у Надвірнянському районі Івано-Франківської області. Права притока Бистриці Солотвинської, (басейн Дністра).

## Опис
Довжина річки 17 км, похил річки 11  м/км, площа басейну водозбору 50,0  км². Відстань від гирла основної річки до місця впадіння — 35 км, найкоротша відстань між витоком і гирлом — 11,47  км, коефіцієнт звивистості річки — 1,48 . Формується багатьма гірськими струмками. Річка тече у гірському масиві Ґорґани.[джерело?]
Починається біля гори Лукавець, поблизу сіл Бабче та Жураки колишнього Богородчанського району Івано-Франківської області.
Бере початок на північних схилах безіменної гори (810,8 м). Спочатку тече переважно на північний схід через Бабче, понад плоскогір'єм (546,0 м), через Молодків і повертає на північний захід. Далі тече через Старуню і у Ластівці впадає у річку Бистрицю Солотвинську, ліву притоку Бистриці.[джерело?]

## Історія
Станом на 1914-ий рік, в дослідженні соляних копалень сіл Старуня, Молодків, Гвізд, згадуються річки Лукавець Великий та Лукавець Малий.